# Elzenvlag
De elzenvlag (Taphrina alni) is een plantpathogeen die behoort tot de familie Taphrinaceae. Deze biotrofe parasiet komt voor op elzen (Alnus).

## Kenmerken
De elzenvlag groeit aanvankelijk op de groenbedekkende schubben van vrouwelijke katjes van verschillende elzensoorten zoals de witte els. De schimmel veroorzaakt hypertrofie, met de groei van een tongvormige tot gelobde gal van ongeveer 3 cm groot. Hij is hol van binnen en aanvankelijk groenachtig, later helderrood en dan bruin van kleur naarmate het ouder wordt.
Het mycelium groeit intercellulair onder de epidermis, hun asci breken uit tussen de epidermale cellen zonder daadwerkelijke vruchtlichamen. Ze zijn cilindrisch, enigszins afgeknot aan de top en meten 18-53 × 10-23 micron. Ze hebben altijd acht eivormige tot elliptische sporen. De sporenmaat is 6-8 × 3,5-6 µm.

## Verspreiding
De elzenvlag is wijdverbreid op elzen in West-, Noord- en Midden-Europa. Hij is ook waargenomen in Noord-Amerika. Hij groeit in Centraal-Europa van juli tot september. De groei wordt bevorderd door een hoge relatieve luchtvochtigheid.
In Nederland komt hij zeer algemeen voor.

## Waardplanten
Hij komt voor op:
- Alnus glutinosa (Zwarte els)
- Alnus incana (Witte els)
- Alnus × pubescens (Zwarte els × Witte els)
- Alnus viridis (Groene els)

## Naamgeving
De wetenschappelijke naam werd gepubliceerd door Berkeley en Broome in 1876 als Ascomyces alni. In 1966 werd de soort geclassificeerd als Taphrina alni door Gjaerum.